# Persona 4 Arena Ultimax
Persona 4 Arena Ultimax, conosciuto in Giappone col titolo Persona 4: The Ultimax Ultra Suplex Hold (ペルソナ4 ジ・アルティマックス ウルトラス―プレックスホールド ?, Perusona Fō Ji Arutimakkusu Urutora-Sūpurekkusu Hōrudo) è il sequel di Persona 4 Arena sviluppato dall'Arc System Works con la collaborazione e la supervisione di Atlus. Come il titolo precedente è stato pubblicato in Giappone dapprima come videogioco arcade per la prima volta il 28 novembre 2013, e poi in seguito, come annunciato da Famitsū, vi è stata la trasposizione per console Xbox 360 e Playstation 3 uscita il 28 agosto 2014; il gioco è poi arrivato in America il 30 settembre, e successivamente anche in Europa, grazie anche al contributo di SEGA, il 21 novembre e per coloro che hanno prenotato il gioco online, sono stati dati assieme alla copia del gioco anche dei contenuti bonus come ad esempio un mazzo dei tarocchi della serie Shin Megami Tensei: Persona. Il 10 dicembre 2021 sono state annunciate le versioni del gioco per PlayStation 4, Nintendo Switch e Microsoft Windows, con uscita prevista per il 17 marzo 2022.

## Trama
La storia riprende il giorno dopo gli eventi di Persona 4 Arena, il 5 maggio. Essa si suddivide in due parti: l'episodio di Persona 4, dove appunto sarà possibile avanzare con la trama attraverso il punto di vista e guidando i membri del Team di Investigazione, e l'episodio di Persona 3, in cui la trama si sviluppa seguendo le vicende degli Agenti Ombra. Come, appunto, viene mostrata in quest'ultima, Mitsuru e gli altri membri principali si dirigono ad Inaba, dove ricevono segnalazioni di sospette azioni da parte delle Ombre; durante il viaggio, mentre discutono del fatto che le azioni che avevano portato al sequestro dell'androide Labrys erano collegate alle azioni di Shuji Ikutsuki e dei loschi esperimenti condotti dal gruppo Kirijo anni prima,  la limousine su cui questi si trovano viene improvvisamente dirottata e cade da un precipizio.
In seguito alla loro scomparsa Labrys e i membri secondari degli Agenti Ombra accorrono nella città rurale per cercare e portare in salvo i compagni, e, in coincidenza con i membri del Team d'Investigazione, giunta la notte piovosa, guardano il Canale di Mezzanotte dove il Generale Teddie annuncia un nuovo torneo di combattimenti chiamato P-1 Climax e successivamente mostra loro un'immagine di Mitsuru, Akihiko, Aigis e Fuuka privi di sensi legati a delle croci. Poco dopo, tuttavia, Inaba viene ricoperta da una fitta nebbia rossa che trasforma la città in un gigantesco e lugubre labirinto nella quale tutte le persone, eccetto coloro dotati di un Persona, sembrano scomparsi nel nulla; in seguito vengono contattati direttamente dal Generale Teddie che li avvisa che stavolta il torneo non si sarebbe tenuto nel mondo della Tv, ma in quello della realtà, che se non fossero riusciti a portare a termine il P-1 Climax entro 1 ora, sarebbe giunto alla fine, condannato ad essere inghiottito dalla misteriosa nebbia.
Il Team d'Investigazione e gli Agenti Ombra saranno quindi costretti ad avanzare tra le strade desolate e buie di Inaba, e durante il cammino dovranno combattere contro copie delle loro Ombre, create dal Generale Teddie, che spiega come nel P-1 Grand Prix entro il ring di combattimento, delimitato da 4 colonne che vengono fatte apparire dal nulla dalle Ombre, i "concorrenti" dovranno confrontarsi senza la possibilità di potersi ritirare dal combattimento a causa di muri invisibili che scompariranno solo una volta che esso termina. Combattendo e sconfiggendo queste copie, che in seguito si sciolgono e rilasciano piccoli vortici di luce alla fine di ogni sfida, i due gruppi si ritrovano quindi a procedere verso la Yasogami High, indirizzati anche dal Generale Teddie che dice loro che Mitsuru e gli altri sono tenuti in ostaggio lì; la scuola, tuttavia, è stata trasformata in una gigantesca e tetra torre, simile al Tartaro,  al cui interno appunto quelli si ritrovano anche in esso e in altri luoghi di Port Island, come il "Moonlight Bridge", e mentre avanzano per portare in salvo le persone rapite e sconfiggere definitivamente colui dietro tutta quella serie di eventi, si ritrovano a combattere anche contro un misterioso ragazzo chiamato Sho Minazuki che si dichiarerà il colpevole di tutto.

## Modalità di gioco
Oltre che per la trama, il gioco è collegato al suo predecessore Persona 4 Arena anche per il gameplay e le meccaniche di gioco, principalmente nei combattimenti, che conserveranno elementi come ad esempio la struttura dei tasti A e B (attacchi diretti col personaggio), e C e D (attacchi con il Persona) o l' "Instant Kill" con cui poter sconfiggere il nemico in un solo colpo. Saranno molte, tuttavia, anche le novità e i miglioramenti introdotti. Un esempio è la barra del Persona, resa molto più equa nei confronti delle necessità dello specifico personaggio del proprio Persona, e quindi oltre a coloro che saranno dotati delle 4 carte standard, vi saranno personaggi come Yukiko e Teddie, che nel combattimento si affidano molto alle mosse del proprio Persona, e saranno quindi dotati di 5 carte, o viceversa Akihiko che, votato più agli attacchi diretti che con Cesare, avrà solo 2 carte; singolare è poi il caso di Margaret che, assieme alla possibilità di adoperare ben 4 Persona, conterà nella propria barra ben 8 carte.
Altre modifiche sono state apportate alla serie di mosse evasive di Persona 4 Arena, che possono essere annullate con un "Guard Cancel" che costa al giocatore 50 punti SP. Oltre alle normali mosse che permettono di respingere uno o una serie di colpi o, viceversa, si subirà una respinta, vi saranno particolari mosse che causeranno un "Fatal Counter" e, quindi, molto più efficaci e potenti.
Per quanto riguarda invece gli attacchi, vi sono tipi di mosse speciali potenziati chiamati "Skill Boost Skill Attack" che è possibile usare premendo due bottoni insieme, al posto di uno, e che consumeranno 75 punti SP, invece dei normali 50. Sempre a proposito degli SP, ad inizio del combattimento, inoltre, il gioco dà la possibilità di ricevere 10 punti bonus al primo che riesce ad attaccare l'avversario (oppure può concedere tale bonus ad entrambi se si colpiscono o respingono i propri attacchi allo stesso momento).
È stato poi introdotto un nuovo sistema chiamato "Suplex Hold System" (abbreviato in "S Hold System"), che è un attacco speciale che cambia le sue proprietà più a lungo il pulsante A viene tenuto premuto e viene mostrata come una barra al disotto l'indicatore Burst che si riempie e rende sempre più potente l'attacco che può passare da uno Skill Attack fino ad arrivare ad un Instant Kill.
Per quanto riguarda le Autocombo tutti i personaggi, eccetto Yu e Akihiko, dopo la prima serie di colpi (premendo 5 volte A), in una seconda serie effettuano una combinazione di attacchi differenti. Caso speciale è poi Elizabeth che può usare la sua Autocombo di Persona 4 Arena premendo 5 volte il tasto B, rendendola l'unico personaggio di Persona 4 Arena Ultimax che possiede ben due Autocombo.
Nel menù, nella sezione battaglia viene introdotta la "Golden Arena", una modalità sopravvivenza diviso in dungeon che variano in grandezza e numero di piani in base alla difficoltà scelta (nel dungeon del livello Normale i piani sono in totale 50, e man mano che si sceglierà un livello più complicato raddoppierà il numero di piani, fino a poter scegliere la modalità "Ultimate" che ha infiniti piani) e il giocatore, col personaggio che avrà scelto, dovrà percorrere tali dungeon e far incrementare sia il livello di questo ed imparare sempre nuove mosse e poter aumentare le proprie statistiche, sia il Social Link col navigatore che si sarà scelto che, man mano che cresce di livello, imparerà anch'egli una nuova mossa per assistere il giocatore durante i combattimenti.
Nella modalità "Network Online" viene introdotta la lobby, un'area suddivisa in varie stanze entro cui i giocatori possono incontrarsi per conoscersi, chattare e, tramite dei cabinati, sfidarsi in combattimenti; alla fine è possibile registrare "P-Card" con altri giocatori da aggiungere alla lista dei giocatori preferiti. La carta può essere modificata per mostrare i progressi e i risultati delle susseguenti battaglie, l'ultima volta che si è effettuato il login, si è scritto un messaggio, e registrare i record.

## Modifiche e novità tra i personaggi
Rispetto al titolo precedente sono stati apportati cambiamenti ad alcuni elementi, o introdotti dei nuovi, come ad esempio nella lista di personaggi selezionabili. Fa il proprio ritorno il resto del cast di membri della SEES di Persona 3, Yukari, Ken, Koromaru e Junpei,  chiamati per salvare Mitsuru e gli altri già introdotti nel titolo precedente. A questi si aggiungono come personaggi DLC Marie, Margaret e Adachi, e in particolare acquistando quest'ultimo sarà possibile sbloccare anche un episodio che segue esclusivamente la sua storia e le sue vicende durante gli eventi della trama principale. Altra novità è che il Persona Himiko del personaggio Rise Kujikawa si trasforma e, ai suoi poteri di assistenza e analisi con cui ha sempre dato una mano al Team d'Investigazione, acquisisce anche abilità di combattimento, che permetteranno dunque alla ragazza di unirsi agli scontri.
Nelle modalità "Arcade", "Attacco a punti", "Versus" e "Golden" ogni personaggio (eccetto Adachi, Margaret, Marie, ed Elizabeth) ha la propria versione Ombra che è possibile selezionare. Le Ombra sono maggiormente offensive rispetto alle loro controparti, e ricevono, man mano che attaccano, maggiori punti SP, che vengono mantenuti tra il primo e il secondo round; questi, inoltre, come nella versione di "Stato di Risveglio",  una volta usata uno Skill o Special Attack ricaricano subito il proprio metro di SP di 100 punti. Oltre a ciò rispetto ai personaggi originali le statistiche delle Ombre sono inoltre alterate,  e ad esempio hanno 2000 punti in più nella barra salute e subiscono il 20% in meno di danni. Sono, infine, dotati di una modalità nota come "Frenesia Ombra" (Shadou Bousou), che dà loro SP illimitati per un periodo di tempo limitato e viene attivato da quello che sarebbe stato il comando Burst mentre è a 100 SP. 
In compenso a tutte queste aggiunte, perdono importanti tecniche difensive, soprattutto quelli riguardanti il Burst e lo "Stato di Risveglio" nonostante la loro grande quantità di HP, ed inoltre il loro sistema di Autocombo sarà lo stesso delle loro controparti in Persona 4 Arena.
Nel caso di Labrys, ella avrà due Ombre: una con il suo stesso Persona Arianna, e l'altra, l'Ombra originale, che nel menù di scelta sarà un personaggio a sé stante, e dotato del Persona Asterio. Essa inoltre è l'unico personaggio che, come nel titolo precedente, conserva la stessa Autocombo
Il giocatore ha inoltre la possibilità di usare come navigatore che lo sprona e spalleggia durante i combattimenti qualsiasi personaggio; inizialmente l'unico navigatore disponibile è Rise, mentre ogni altro personaggio può essere sbloccato per tale funzione solo dopo aver portato a termine la modalità "Attacco a punti" al livello Rischioso ("Risky" ) dello stesso (nel caso di Fuuka invece bisogna prima terminare la modalità "Attacco a punti" di Minazuki e l'Ombra di Labrys)